# Kennan (Wisconsin)
Pour les articles homonymes, voir Kennan.
Kennan est un village du comté de Price, dans l'État du Wisconsin, aux États-Unis. En 2020, il comptait une population de 365 habitants.